# Universidad del Valle
Universidad del Valle är ett universitet i Colombia. Det ligger i kommunen Cali och departementet Valle del Cauca, i den västra delen av landet, 300 km sydväst om huvudstaden Bogotá. 